# Rosa Magallón
María Rosa Magallón Botaya (Zaragoza, 1960) es una médica de familia, profesora universitaria e investigadora española. Es la primera mujer catedrática especialista en Medicina Familiar y Comunitaria de la Universidad de Zaragoza. Y primera mujer catedrática de Medicina de Familia de España.

## Trayectoria
Rosa Magallón realizó su tesis doctoral en 1998 con el trabajo titulado "Diseño epidemiológico para el estudio de la salud mental en una comunidad urbana". Además, posee un máster en Gestión de Calidad por la Universidad de Murcia y un Diploma en Estadística por la Universidad Autónoma de Barcelona.
Magallón ha ejercido como profesora asociada en ciencias de la salud de la Universidad de Zaragoza desde el año 2001. En 2011 obtiene la acreditación ANECA como Profesora Titular, ganando esta plaza en 2019. En el campo de la investigación, ha participado con el Instituto Aragonés de Ciencias de la Salud (IACS) en varios proyectos como investigadora principal y posteriormente en el Instituto Aragonés de Investigación Sanitaria de Aragón https://www.iisaragon.es/. Además, es miembro de la Comisión de Ensayos Clínicos en Atención Primaria y ha sido miembro del Comité Científico Interno del Instituto de Investigación Sanitaria de Aragón.
Entre sus actividades profesionales, destaca la actividad asistencial que ha ejercido en el Centro de Salud de Arrabal de Zaragoza durante más de 33 años. Previamente fue médico de familia en el Centro de Salud de Tomelloso, pasando después a ser Coordinadora de la Unidad Docente de Medicina de Familia en el inicio de la década de los 90. Ha sido investigadora del Nodo Aragonés de Red de Actividades Preventivas y Promoción de la Salud entre 2002 y 2021 (https://www.rediapp.org/). Además, es Investigadora Principal  del Grupo Aragonés de Investigación en Atención Primaria (https://www.gaiap.es/). Desde 2021, su grupo de investigación lidera la Investigación Comunitaria en la Red Temática de Investigación Cooperativa RICAPPS del Instituto de Salud Carlos III. Cuenta con más de 200 publicaciones, artículos y libros editados (https://orcid.org/0000-0002-5494-6550)
En su faceta como política, Magallón es militante de Izquierda Unida desde hace más de 30 años. Ha sido concejala en el Ayuntamiento de Utebo, en Zaragoza, desde 2003 hasta 2020. Desde 2011, ha sido teniente de alcalde y concejala de Acción Social, Igualdad y Salud de este consistorio. En octubre de 2015, fue elegida en las primarias por el partido Ahora en Común de Aragón.

## Reconocimientos
En 2019, Magallón recibió el premio Labor Universitaria en Medicina de Familia que otorga la Sociedad Española de Medicina de Familia y Comunitaria (SemFYC). Este galardón se otorga anualmente desde 2014 a aquellos profesionales que han destacado en la especialidad de Medicina familiar y comunitaria.